# Ескадрені міноносці типу «Вакатаке»
Ескадрені міноносці типу «Вакатаке» (яп. 若竹型駆逐艦, Wakatakegata kuchikukann) — ескадрені міноносці Імперського флоту Японії 2-го класу періоду 1920-х років, які взяли участь у Другій світовій війні.

## Конструкція
Ескадрені міноносці типу «Вакатаке» були замовлені за програмою 1921 року. Вони були збільшеним варіантом есмінців типу «Момі». Це були останні есмінці Японії 2-го класу. Менша, порівняно з есмінцями 1-го класу, морехідність не дозволяла використовувати їх разом з основними силами флоту в океані, тому вони діяли в основному біля узбережжя Китаю та Філіппін.
При закладці кораблі отримали імена, але в процесі будівництва їх замінили на номери. Але це викликало невдоволення екіпажів кораблів, а також створювало проблеми під час керування діями кораблів у складі з'єднань. Тому 1 серпня 1928 року кораблям знову присвоїли імена, але деякі кораблі отримали імена, відмінні від тих, які мали при закладі. Спочатку планувалось замовити 13 кораблів, але у 1922 році будівництво 5 кораблів скасували.
Корпус мав дещо більші розміри порівняно з типом «Момі». Оскільки силова установка залишилась така сама, швидкість зменшилась на 0,5 вузла. Озброєння складалось з трьох 120-мм/45 гармат «Тип 3» та двох 7,7-мм кулеметів. Також були встановлені чотири 533-мм торпедних апарати і 20 мін. Також кораблі мали обладнання для тралення мін.
У 1938 році деякі кораблі пройшли модернізацію. На «Вакатаке» і «Санає» встановили козирки на носових трубах, зняли перехідні містки над торпедними апаратами, а трюмах вклали баласт. Водотоннажність зросла до 1 113 т, а швидкість впала до 31 вузла.
«Югао» був переобладнаний на патрульний корабель наприкінці 1939 - на початку 1940 року. На ньому було змінене озброєння. Були встановлені вісім 25-мм зенітних автоматів, торпедні апарати демонтовані, і розміщені 60 глибинних бомб. Потужність силової установки зменшилась до 10 000 к.с., а швидкість - до 18 вузлів.
Решту кораблів у 1941-1942 роках переозброїли. На них залишили по дві 120-мм гармати, а замість третьої встановили шість 25-ии зенітних автоматів у двох триствольних установках. Також додати 13-мм кулемети. Загороджувальне та тральне обладнання демонтували, натомість встановили 4 бомбомети і 48 глибинних бомб. На деяких кораблях встановили радар «Тип 13».

## Представники
| Назва    | Верф                        | Закладений             | Спущений на воду      | Вступив у стрій       | Доля |
| -------- | --------------------------- | ---------------------- | --------------------- | --------------------- | --- |
| Вакатаке | Верф «Кавасакі» в Кобе      | 13 грудня 1921 року    | 24 липня 1922 року    | 30 вересня 1922 року  | Потоплений 30 березня 1944 року біля Палау                                                                           |
| Куретаке | Верф ВМФ в Майдзуру         | 15 березня 1922 року   | 21 жовтня 1922 року   | 21 грудня 1922 року   | Потоплений 30 грудня 1944 року в Лусонській протоці підводним човном «Рейзообек»                                     |
| Санає    | Верф «Uraga Dock»           | 5 квітня 1922 року     | 15 лютого 1923 року   | 5 листопада 1923 року | Потоплений 18 листопада 1943 року потоплений у морі Сулавесі підводним човном «Блюфіш»                               |
| Саварабі | Верф «Uraga Dock»           | 20 листопада 1922 року | 1 вересня 1923 року   | 24 липня 1924 року    | Затонув під час штору 5 грудня 1932 року поблизу Тайваню                                                             |
| Асагао   | Верф «Ishikawajima» в Токіо | 14 березня 1922 року   | 4 листопада 1922 року | 10 травня 1923 року   | Зданий на злам у 1947 році                                                                                           |
| Югао     | Верф «Ishikawajima» в Токіо | 15 травня 1922 року    | 14 квітня 1923 року   | 31 травня 1924 року   | Перетворений на патрульний корабель 1 лютого 1940 року Потоплений 10 листопада 1944 року підводним човном «Грінлінг» |
| Фуйо     | Верф «Фуджінагата» в Осаці  | 16 лютого 1922 року    | 23 вересня 1922 року  | 16 березня 1923 року  | Потоплений 20 грудня 1943 року в Південнокитайському морі підводним човном «Паффер»                                  |
| Карукая  | Верф «Фуджінагата» в Осаці  | 16 травня 1922 року    | 19 березня 1923 року  | 20 серпня 1923 року   | Потоплений 10 травня 1944 року в Південнокитайському морі підводним човном «Код»                                     |